# Arrondissement Fougères-Vitré
Das Arrondissement Fougères-Vitré (bretonisch Arondisamant Felger-Gwitreg) ist eine Verwaltungseinheit des französischen Départements Ille-et-Vilaine innerhalb der Region Bretagne. Hauptort (Sitz der Unterpräfektur) ist Fougères.

## Wahlkreise
Im Arrondissement liegen sieben Wahlkreise (Kantone):
- Kanton Châteaugiron (mit 6 von 11 Gemeinden)
- Kanton Fougères-1 (mit 13 von 17 Gemeinden)
- Kanton Fougères-2
- Kanton La Guerche-de-Bretagne
- Kanton Janzé (mit 3 von 10 Gemeinden)
- Kanton Val-Couesnon (mit 15 von 24 Gemeinden)
- Kanton Vitré

## Gemeinden
Die Gemeinden (INSEE-Code in Klammern) des Arrondissements Fougères-Vitré sind:
| 1. Amanlis (35002)*                                    | 2. Arbrissel (35005)                 | 3. Argentré-du-Plessis (35006)            | 4. Availles-sur-Seiche (35008)        |
| 5. Commune déléguée Baillé Saint-Marc-le-Blanc (35011) | 6. Bais (35014)                      | 7. Balazé (35015)                         | 8. La Bazouge-du-Désert (35018)       |
| 9. Bazouges-la-Pérouse (35019)                         | 10. Beaucé (35021)                   | 11. Billé (35025)                         | 12. Boistrudan (35028)                |
| 13. Bréal-sous-Vitré (35038)                           | 14. Brie (35041)                     | 15. Brielles (35042)                      | 16. Champeaux (35052)                 |
| 17. La Chapelle-Erbrée (35061)                         | 18. La Chapelle-Fleurigné (35062)    | 19. La Chapelle-Saint-Aubert (35063)      | 20. Châteaubourg (35068)              |
| 21. Le Châtellier (35071)                              | 22. Châtillon-en-Vendelais (35072)   | 23. Chauvigné (35075)                     | 24. Chelun (35077)                    |
| 25. Coësmes (35082)                                    | 26. Combourtillé (35086)             | 27. Cornillé (35087)                      | 28. Domagné (35096)                   |
| 29. Domalain (35097)                                   | 30. Drouges (35102)                  | 31. Eancé (35103)                         | 32. Erbrée (35105)                    |
| 33. Essé (35108)                                       | 34. Étrelles (35109)                 | 35. Le Ferré (35111)                      | 36. Forges-la-Forêt (35114)           |
| 37. Fougères (35115)                                   | 38. Gennes-sur-Seiche (35119)        | 39. La Guerche-de-Bretagne (35125)        | 40. Janzé (35136)                     |
| 41. Javené (35137)                                     | 42. Laignelet (35138)                | 43. Landavran (35141)                     | 44. Landéan (35142)                   |
| 45. Lécousse (35150)                                   | 46. Le Loroux (35157)                | 47. Louvigné-de-Bais (35161)              | 48. Louvigné-du-Désert (35162)        |
| 49. Luitré-Dompierre (35163)                           | 50. Maen Roch (35257)                | 51. Marcillé-Raoul (35164)                | 52. Marcillé-Robert (35165)           |
| 53. Marpiré (35166)                                    | 54. Martigné-Ferchaud (35167)        | 55. Mecé (35170)                          | 56. Mellé (35174)                     |
| 57. Mondevert (35183)                                  | 58. Montautour (35185)               | 59. Monthault (35190)                     | 60. Montreuil-des-Landes (35192)      |
| 61. Montreuil-sous-Pérouse (35194)                     | 62. Moulins (35198)                  | 63. Moussé (35199)                        | 64. Moutiers (35200)                  |
| 65. Noyal-sous-Bazouges (35205)                        | 66. Parcé (35214)                    | 67. Parigné (35215)                       | 68. Le Pertre (35217)                 |
| 69. Pocé-les-Bois (35229)                              | 70. Poilley (35230)                  | 71. Les Portes du Coglais(35191)          | 72. Princé (35232)                    |
| 73. Rannée (35235)                                     | 74. Retiers (35239)                  | 75. Rimou (35242)                         | 76. Rives-du-Couesnon (35282)         |
| 77. Romagné (35243)                                    | 78. Romazy (35244)                   | 79. Saint-Aubin-des-Landes (35252)        | 80. Saint-Christophe-des-Bois (35260) |
| 81. Saint-Christophe-de-Valains (35261)                | 82. Saint-Didier (35264)             | 83. Saint-Georges-de-Reintembault (35271) | 84. Saint-Germain-du-Pinel (35272)    |
| 85. Saint-Germain-en-Coglès (35273)                    | 86. Saint-Hilaire-des-Landes (35280) | 87. Saint-Jean-sur-Vilaine (35283)        | 88. Saint-Marc-le-Blanc (35292)       |
| 89. Saint-M’Hervé (35300)                              | 90. Saint-Ouen-des-Alleux (35304)    | 91. Saint-Rémy-du-Plain (35309)           | 92. Saint-Sauveur-des-Landes (35310)  |
| 93. Sainte-Colombe (35262)                             | 94. La Selle-en-Luitré (35324)       | 95. La Selle-Guerchaise (35325)           | 96. Taillis (35330)                   |
| 97. Le Theil-de-Bretagne (35333)                       | 98. Thourie (35335)                  | 99. Le Tiercent (35336)                   | 100. Torcé (35338)                    |
| 101. Val-Couesnon (35004)                              | 102. Val-d’Izé (35347)               | 103. Vergéal (35350)                      | 104. Villamée (35357)                 |
| 105. Visseiche (35359)                                 | 106. Vitré (35360)                   |                                           |                                       |

* Zahlen in Klammern sind INSEE-Codes

## Neuordnung der Arrondissements 2017

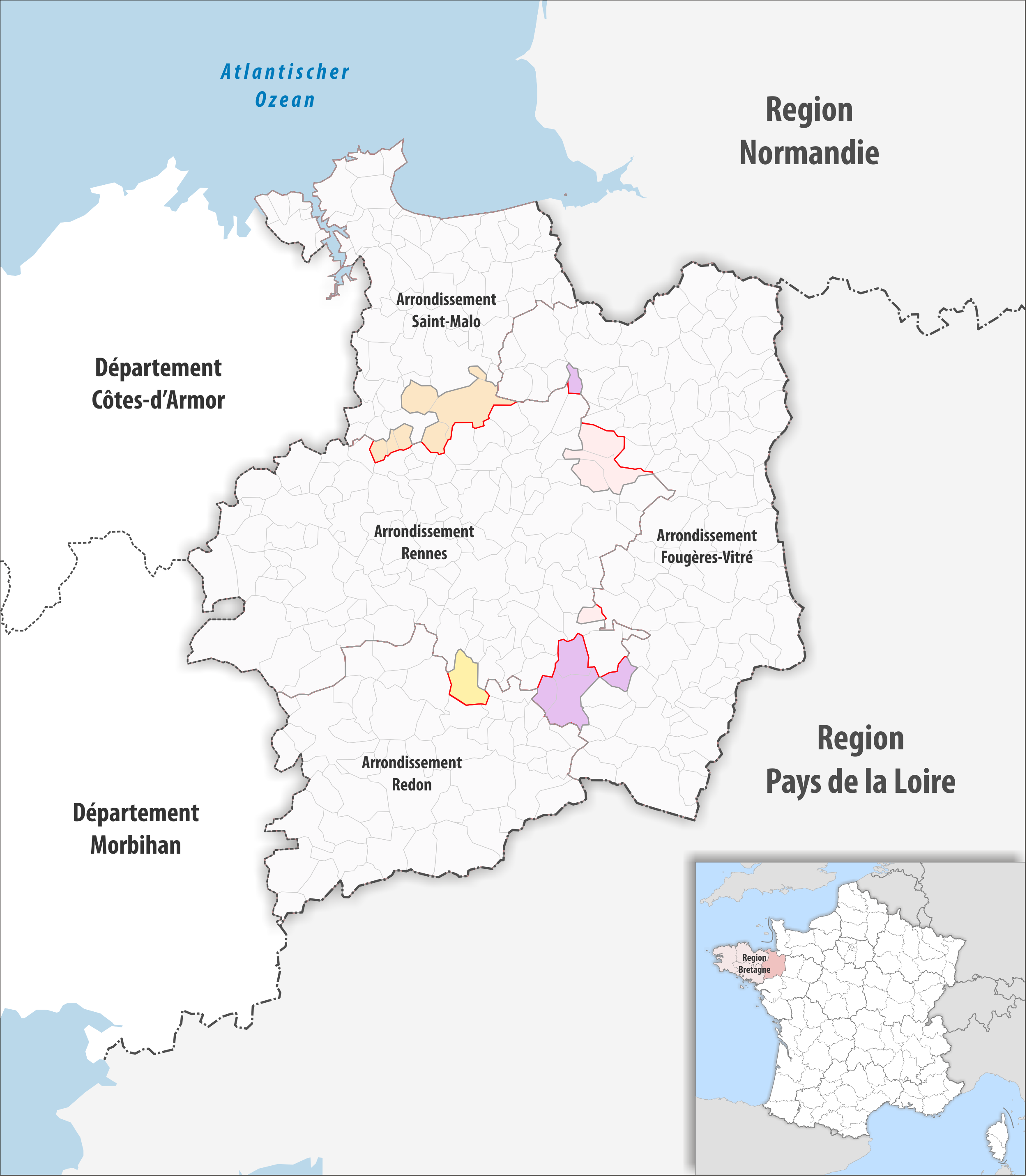
Arrondissementsanpassungen im Jahr 2017

Durch die Neuordnung der Arrondissements im Jahr 2017 wurde die Fläche der fünf Gemeinden Amanlis, Boistrudan, Brie, Janzé und Romazy vom Arrondissement Rennes dem Arrondissement Fougères-Vitré zugewiesen.
Dafür wechselte die Fläche der drei Gemeinden Gosné, Mézières-sur-Couesnon und Saint-Aubin-du-Cormier und die Fläche der ehemaligen Gemeinde Ossé vom Arrondissement Fougères-Vitré zum Arrondissement Rennes.

## Ehemalige Gemeinden seit der landesweiten Neuordnung der Arrondissements
bis 2023: Fleurigné, La Chapelle-Janson
bis 2018: Luitré, Dompierre-du-Chemin, Saint-Jean-sur-Couesnon, Saint-Georges-de-Chesné, Saint-Marc-sur-Couesnon, Vendel, Saint-Marc-le-Blanc, Baillé, Antrain, La Fontenelle, Saint-Ouen-la-Rouërie, Tremblay
bis 2017: Coglès, Montours, La Selle-en-Coglès
bis 2016: Ossé, Saint-Brice-en-Coglès, Saint-Étienne-en-Coglès